# オーランド・コロン
オーランド・コロン（Orlando Tito Colón Nieves、1982年3月24日 - ）は、プエルトリコ・サンフアン出身のプロレスラー。
叔父は「プエルトリコの帝王」ことカルロス・コロン。親戚にはWWEで活躍したカリート、WWEに所属しているプリモがいる。

## 来歴
2005年、ハイブリッド・プロレスリングにてトレーニングを開始。同年、IWAミッドサウスにてプロレスラーとしてデビューを果たす。
2006年に叔父のカルロス・コロンが主宰するWWCに入団。リングネームをファイア・ブレイズ（Fire Blaze）に変更し、覆面レスラーとなる。WWCプエルトリコヘビー級王座を6度獲得するなど、団体のトップレスラーとして活躍した。
2009年、ZERO1にヒール・ユニットのワールド・プレミアム・フェデレーション（WPF）の一員として参戦。大谷晋二郎と世界ヘビー級王座を賭けて対戦したが敗退した。
2010年にWWEと契約。FCWにて本名のオーランド・コロン名義でデビュー。以後、ティト・ニエベス（Tito Nieves）、ドス・エクイズ（Dos Equis）など度々の改名を経て、現在はエピコ（Epico）、ティト・コロン（Tito Colon）とリングネームを分けて活動。フニコとタッグチームを結成し、ドス・エクイズと名乗っていた頃はロス・アマードス（Los Amardos）、エピコに改名後はロス・アヴィアドアース（Los Aviadores ）にチーム名を変更してFCWフロリダタッグチーム王座を2度獲得した。
王座陥落後はティト・コロンとエピコの両ギミックで活動。2011年9月から大型ユニット、ジ・アセンション（The Ascension）の一員となり、11月にはWWEに昇格。4日に放送されたSmackDownにて素顔で登場。シン・カラと勝負し、ピンチになったところをフニコの介入で反則負けになるも、シン・カラをフニコとのコンビネーションで叩きのめした。11日のSmackDownではフニコとタッグを組み、ウーソズから勝利。この時は従兄弟であるプリモがセコンドについた。17日のSuperstarsではプリモとタッグを組んでウーソズと再戦し、返り討ちにしてみせた。その後プリモと本格的にタッグチームを組むことになり、ローザ・メンデスがマネージャーとして帯同。
2012年1月、WWEタッグ王座を保持していたエア・ブーンのエヴァン・ボーンがウェルネスポリシーに違反したことにより60日間の試合出場停止処分が下されたため、緊急措置として15日にカリフォルニア州オークランドにて行われたハウスショーでタッグ王座を奪取した。数ヶ月間王座を守っていたが、R・トゥルース & コフィ・キングストン組に王座を奪取され、再戦権もマネージャーのAWの裏切りによって手放すこととなってしまった。
2013年9月、ディエゴ（プリモ）と闘牛のような全身タイツを着用したミニ・エストレージャであるエル・トリートと共に闘牛士ギミックであるロス・マタドールズとして再出発。リングネームもフェルナンド（Fernando）へと改名し、プロモーションを展開。9月30日のRAWにてデビューし、3MBを相手に快勝、その後も主にタッグ戦線で活躍をつづけたが2014年7月に短期の負傷欠場。
2016年4月、エピコに名前を戻し、プロモーションを開始。
現地時間5月8日ニューメキシコ州リオランチョで行われたWWEライブイベントにて、エピコとしてシン・カラと対戦。久々のエピコとしての登場だったものの敗れる。

## 得意技
バック・スタバー
フィニッシャー。変形バックブリーカー。相手の背中に両膝を押し当ててから後ろに倒れこむことによって背中に衝撃を与える技。従兄弟のカリート、プリモのものと同型。
ダブル・ニー・バック・スタバー
バック・スタバーの体勢で相手の顎に両膝を押し当てて倒れ込みダメージを与える技。
オーランド・マジック
変形ファイヤーマンズキャリー
リバースSTO
ダイビング・クロス・ボディ
ドロップキック

## 獲得タイトル
WWE
- WWEタッグ王座 : 1回

w / プリモ
FCW
- FCWフロリダタッグチーム王座 : 2回

w / フニコ : 2回
WWC

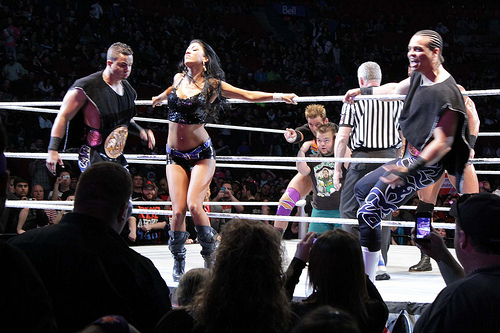
WWE・タッグチーム王座

- WWCプエルトリコ・ヘビー級王座 : 6回
- WWCカリビアン・ヘビー級王座 : 1回

## 入場曲
- Let Battle Commence
- Wrong Time
- Barcode
- Enchanted Isle
- Olē Olē
- Shining Star
- Primos - 現在使用中